# Michelle Dillon
Michelle Dillon (Wembley, 24 maggio 1973) è una triatleta britannica.

## Carriera
Nel 2000 viene selezionata per le olimpiadi di Sydney nella squadra inglese.
Nel 2001 si laurea campionessa europea di triathlon a Karlovy Vary e vince la medaglia d'argento ai mondiali di duathlon di Rimini.
Il 2002 è un anno di grazia. Dopo aver conseguito un ottimo 3º posto alla gara di Coppa del mondo di Nizza, vince la medaglia di bronzo ai mondiali di triathlon di Cancun alle spalle della connazionale Leanda Cave, oro, e dell'americana Barbara Lindquist, argento.
Nel 2003 vince due titoli nazionali, uno sulla distanza olimpica e uno su quella sprint, oltre ad un 3º posto nella gara di coppa del mondo di New York. L'anno successivo, a parte le olimpiadi, consegue un 2º posto nella gara di coppa del mondo di Ishigaki.
Nel 2005 si laurea campionessa del mondo di duathlon a Newcastle in Australia. Nello stesso anno vince la gara in memoria di Luke Harrop a Goald coast e consegue un 2º posto nella gara di coppa di Noosa.
Nel 2006 si classifica 2º alla gara di Ishigaki. Sperimenta in seguito la distanza media, ottenendo un ottimo 2º posto all'Half Ironman 70.3 di Monaco.
Nel 2007 vince la prima edizione del rinomato triathlon di Londra (The Michelob Ultra London Triathlon). Ai mondiali di duathlon di Gyor arriva 2º assoluta. Vince l'argento anche nella gara di coppa del mondo di Lisbona ed il bronzo in quella di Madrid. Infine, si aggiudica la prima gara di St Anthony senza scia su distanza olimpica e si classifica al 6º posto agli europei di Copenaghen.

### Le Olimpiadi
Sydney 2000: Le prime olimpiadi vedono Michelle partecipare per i colori della Gran Bretagna insieme alle compagne Stephanie Forrester e Sian Brice. Michelle veniva dalle preziose vittorie di coppa del mondo a Noosa sia nel 1999 che nel 2000. Purtroppo, la prima competizione olimpica non sarà fortunata per la giovane inglese che si ritirerà senza finire la frazione in bicicletta.
Atene 2004: Michelle Dillon si presenta ad Atene come una delle migliori triatlete del circus. Nella frazione nuoto esce nel secondo gruppo e si ritrova costretta ad inseguire nella frazione ciclistica. Il percorso in bicicletta risulta molto selettivo, tuttavia Michelle - forte duatleta, non si lascia intimorire. Terminata la bicicletta comincia la rincorsa alle prime insieme all'austriaca Kate Allen e all'italiana Nadia Cortassa. Il suo split nell'ultima frazione sarà il 3º assoluto, ma non le permetterà di arrivare oltre al 6º posto assoluto. La gara verrà vinta proprio dall'austriaca Kate Allen, davanti all'australiana Loretta Harrop e all'americana Susan Williams.

## Titoli
- Campionessa europea di triathlon (Élite) - 2001
- Campionessa del mondo di duathlon (Élite) - 2005
- Campionessa britannica di triathlon (Élite) - 2003
- Campionessa britannica di triathlon sprint (Élite) - 2003